# Outerbanks Entertainment
Outerbanks Entertainment es una productora de cine y televisión estadounidense fundada el 29 de junio de 1995 por Kevin Williamson.
La compañía tiene su sede en Los Ángeles, California.
Su nombre es una referencia a los orígenes de Williamson en Oriental, Carolina del Norte.